# Puig de les Marietes (Querol)
|  | Aquest article tracta sobre Puig de les Marietes (Querol). Vegeu-ne altres significats a «Puig de les Marietes (Cruïlles, Monells i Sant Sadurní de l'Heura)». |

El Puig de les Marietes és una muntanya de 815 metres que es troba al municipi de Querol, a la comarca de l'Alt Camp.